# Ранковићи
Ранковићи су насељено мјесто у Босни и Херцеговини, у општини Нови Травник, које административно припада Федерацији Босне и Херцеговине. Према попису становништва из 2013. у насељу је живјело 902 становника.

## Историја
У селу је постојао велики храст, звани Царев храст, у коме су поставили капелицу Св. Анте.

## Становништво
По последњем службеном попису становништва из 2013. године у овом насељу живело је 902 становника, а село је било етнички хетерогено са већинском хрватском популацијом.
| Националност       | 2013.        | 1991.        | 1981.        | 1971.        |
| Хрвати             | 673 (74,61%) | 798 (75,43%) | 678 (74,18%) | 795 (74,23%) |
| Бошњаци            | 206 (22,84%) | 241 (22,78%) | 200 (21,88%) | 235 (21,94%) |
| Срби               | 2 (0,22%)    | 10 (0,94%)   | 3 (0,33%)    | 32 (2,99%)   |
| Југословени        | —            | 1 (0,09%)    | 23 (2,51%)   | 1 (0,09%)    |
| Албанци            |              |              |              | 7 (0,65%)    |
| остали и непознато | 21 (2,33%)   | 8 (0,75%)    | 10 (1,09%)   | 1 (0,09%)    |
| Укупно             | 902          | 1.058        | 914          | 1.071        |

| Демографија | Демографија | Демографија |
| Година      | Становника  | Становника  |
| ----------- | ----------- | ----------- |
| 1961.       | 711         |             |
| 1971.       | 1.071       |             |
| 1981.       | 914         |             |
| 1991.       | 1.055       |             |
| 2013.       | 902         |             |